# Лапьер, Жан (политик)
Жан-Шарль Лапьер (фр. Jean-Charles Lapierre; 7 мая 1956, Бассен, Квебек — 29 марта 2016, острова Мадлен, Квебек) — канадский политик, юрист и теле- и радиоведущий. Член Палаты общин Канады в 1979—1992 годах (до 1990 года как либерал, затем как независимый депутат) и с 2004 по 2007 год (как либерал). Один из основателей Квебекского блока, министр молодёжи и любительского спорта в 1984 году, министр транспорта в 2004—2006 годах.

## Биография
Жан Лапьер, старший из пяти детей Раймона Лапьера и Люси Кормье, родился на Мадленских островах, входящих в состав Квебека. Во время учёбы в начальном колледже в Гранби он увлёкся политикой и стал лидером местного отделения молодёжной секции Либеральной партии. Один из политических митингов, организованных Лапьером, привлёк своим размахом («ожидались 50 человек, а собралось 500») внимание федерального министра Андре Уэлле. Тот пригласил молодого активиста на работу в свой штаб, которую Лапьер совмещал с учёбой на юридическом факультете Оттавского университета. Он окончил университет и получил лицензию адвоката в 1979 году, но уже в этом году был избран в Палату общин Канады как кандидат от Либеральной партии.
После этого Лапьер переизбирался в федеральный парламент трижды подряд — в 1980, 1984 и 1988 годах. В 1981—1983 годах он исполнял обязанности парламентского секретаря при министрах спорта и иностранных дел, а затем при госсекретаре по внешним сношениям. В июле 1984 года он занял посты министра молодёжи и физкультуры и министра любительского спорта в кабинете Джона Тёрнера, став в 28 лет самым молодым в истории (на тот момент) министром канадского правительства. Его пребывание на должности министра, однако, оказалось коротким: менее чем через три месяца либералы проиграли федеральные парламентские выборы прогрессивным консерваторам Малруни, хотя лично Лапьер своё место в парламенте сохранил.
В оппозиции Лапьер был парламентским критиком (роль, соответствующая министру в теневом кабинете) по вопросам внешней торговли, молодёжи, а позже экономического и сельскохозяйственного развития и федерально-провинциальным отношениям. За годы нахождения в оппозиции он составил себе репутацию язвительного и бескомпромиссного оппонента и считался членом так называемой «крысиной стаи» — группы молодых либеральных депутатов, в которую входили также Шейла Коппс, Брайан Тобин и Дон Будрия. Однако со временем он оказался втянут во внутренний конфликт в партии по поводу принципов канадского федерализма, в особенности применительно к его родному Квебеку. В 1990 году ряд влиятельных деятелей Либеральной партии, включая бывшего премьер-министра Пьера Трюдо и кандидата на пост лидера партии Жана Кретьена, помог канадскому правительству торпедировать принятие Мичского соглашения, предоставлявшего Квебеку широкую автономию. Лапьер, бывший одним из наиболее активных сторонников соглашения, энергично агитировал против Кретьена на внутрипартийных выборах, называя его предателем, но не сумел помешать его избранию. Тогда он объявил о выходе из либеральной фракции в Палате общин.
Вскоре после этого Лапьер стал одним из десятков молодых квебекских депутатов как от Прогрессивно-консервативной, так и от Либеральной партии, разочарованных позицией своих лидеров и примкнувших к Люсьену Бушару, создав в парламенте сепаратистский Квебекский блок. На протяжении следующих двух десятилетий эта организация оставалась ведущей силой в квебекской политике. Однако связь Лапьера с Квебекским блоком оказалась недолгой, и в 1992 году он объявил о досрочной отставке с поста депутата.
Переехав из Оттавы в Монреаль, Лапьер начал карьеру политического комментатора сначала на радиостанции CKAC, а затем на телеканале TQS. Его передачи, содержание которых представляло собой смесь политических сплетен и нелицеприятных, часто популистских комментариев, слишком неполиткорректную для государственных каналов, стали широко популярными в Квебеке. Одновременно Лапьер использовал свои широкие политические и деловые связи в качестве делового консультанта и лоббиста, несмотря на то, что многие критиковали подобное совмещение политической журналистики с бизнесом.
Возвращение Лапьера в большую политику состоялось в 2004 году, когда его единомышленник по Либеральной партии Пол Мартин, после ухода Кретьена занявший пост премьер-министра, обратился к нему за помощью в борьбе за голоса квебекских избирателей. Этот шаг был необходим либералам на фоне разворачивающегося коррупционного скандала. Мартин назначил Лапьера своим помощником по квебекским делам. Сам Лапьер, объясняя своё возвращение в Либеральную партию, говорил: «Я никогда не считал себя сепаратистом… Я считал себя человеком, который хочет обеспечить Квебеку равные условия».
В итоге, хотя с помощью Лапьера Либеральной партии удалось собрать достаточно голосов в Квебеке, чтобы сохранить самую крупную фракцию в Палате общин, правительство, сформированное Мартином после выборов 2004 года, было правительством меньшинства. В новом кабинете Мартина Лапьер получил пост министра транспорта, однако этот кабинет продержался у власти менее двух лет, и на выборах 2006 года либералы, всё ещё преследуемые обвинениями в коррупции, потерпели сокрушительное поражение. Лапьер оказался одним из немногих депутатов от этой партии, сохранивших место в парламенте, но менее чем через год снова добровольно покинул политику.
В 2007 году Лапьер вернулся в теле- и радиожурналистику. Его утренняя радиопрограмма совместно с Полем Арканом пользовалась не только высокой популярностью, но и заметным влиянием на квебекскую политику. Вместе с Полем Лароком он вёл столь же популярную телевизионную программу на ведущем квебекском телеканале TVA. На этот раз он появлялся и на государственном канале Radio-Canada — в качестве приглашённого ведущего сатирической программы Et Dieu créa… Laflaque. В 2014 году вышла написанная Лапьером совместно с политическим аналитиком Шанталь Эбер книга «На следующее утро: Квебекский референдум и день, который едва не настал» (англ. The Morning After: The Quebec Referendum and the Day that Almost Was. В книге подробно рассматривался вопрос, как развивались бы события, если бы на референдуме 1995 года победили сторонники суверенитета Квебека. Эта работа завоевала несколько наград и вошла в шорт-лист Премии Шонесси Коэн за политическую публицистику.
28 марта 2016 года в возрасте 83 лет умер от синдрома Паркинсона отец Жана Лапьера — Раймон. На следующий день Жан, его жена Николь Болье, сестра Мартина и братья Марк и Луи вылетели на небольшом частном самолёте Mitsubishi MU-2 на похороны отца. Самолёт вылетел из аэропорта рядом с Монреалем, но не долетел до аэродрома на Мадленских островах, разбившись на подлёте. Все пятеро пассажиров, включая Жана Лапьера, и двое пилотов погибли. Гибель Жана Лапьера и Николь Болье оставила сиротами их детей — Мари-Анну и Жана-Мишеля. Погибшие члены семьи Лапьер были похоронены в один день с Раймоном Лапьером на кладбище Бассена (остров Амхерст).

## Награды
Медали Золотого и Бриллиантового юбилея королевы Елизаветы II.